# Étage subalpin

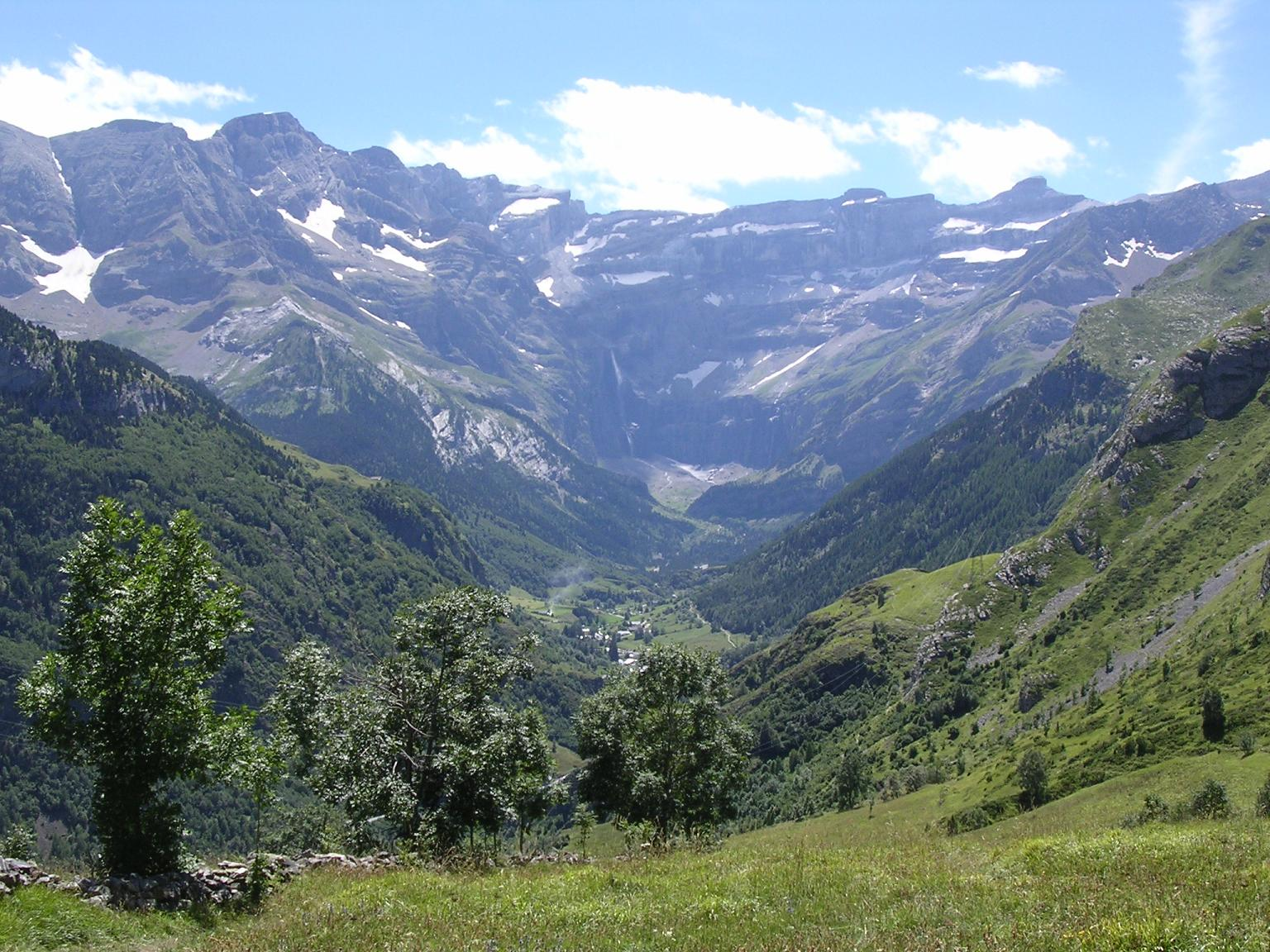
Étage subalpin au premier plan (cirque de Gavarnie)

Dans les massifs montagneux des régions tempérées, l'étage subalpin est compris entre 1 700-1 900 m et 2 300-2 500 m d'altitude dans les Alpes et les Pyrénées par exemple et à partir de 1 100-1 400 m d'altitude dans les Vosges, différence due à la latitude et à la rudesse du climat. Lors de l'ascension, il suit l'étage montagnard et précède l'étage alpin. On rencontre à cet étage les premiers alpages où paissent les troupeaux de bovins, ovins ou caprins en été.
Cet étage peut être comparé à la taïga que l'on retrouve plus au nord.

## Flore

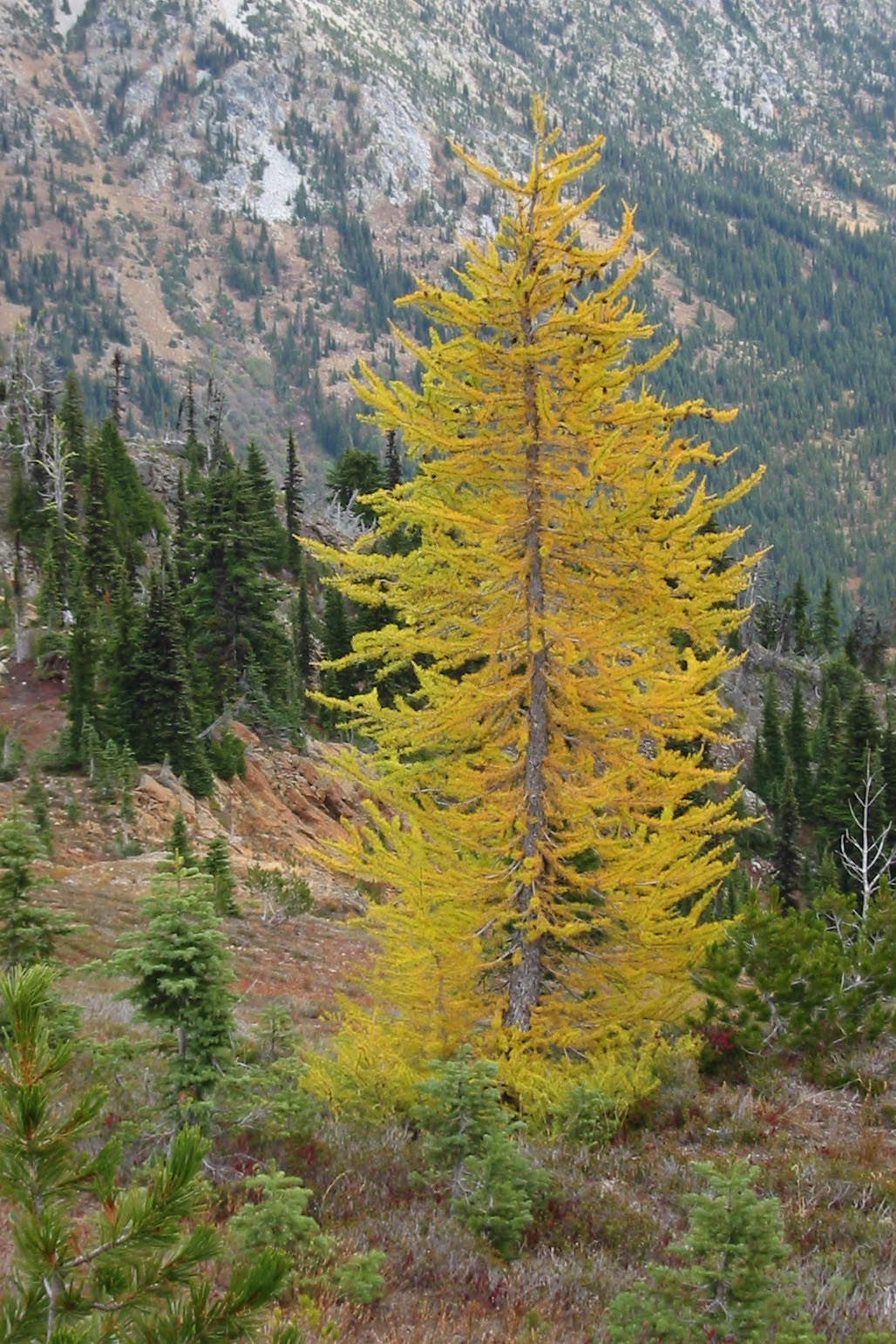
Mélèze, typique de l'étage subalpin

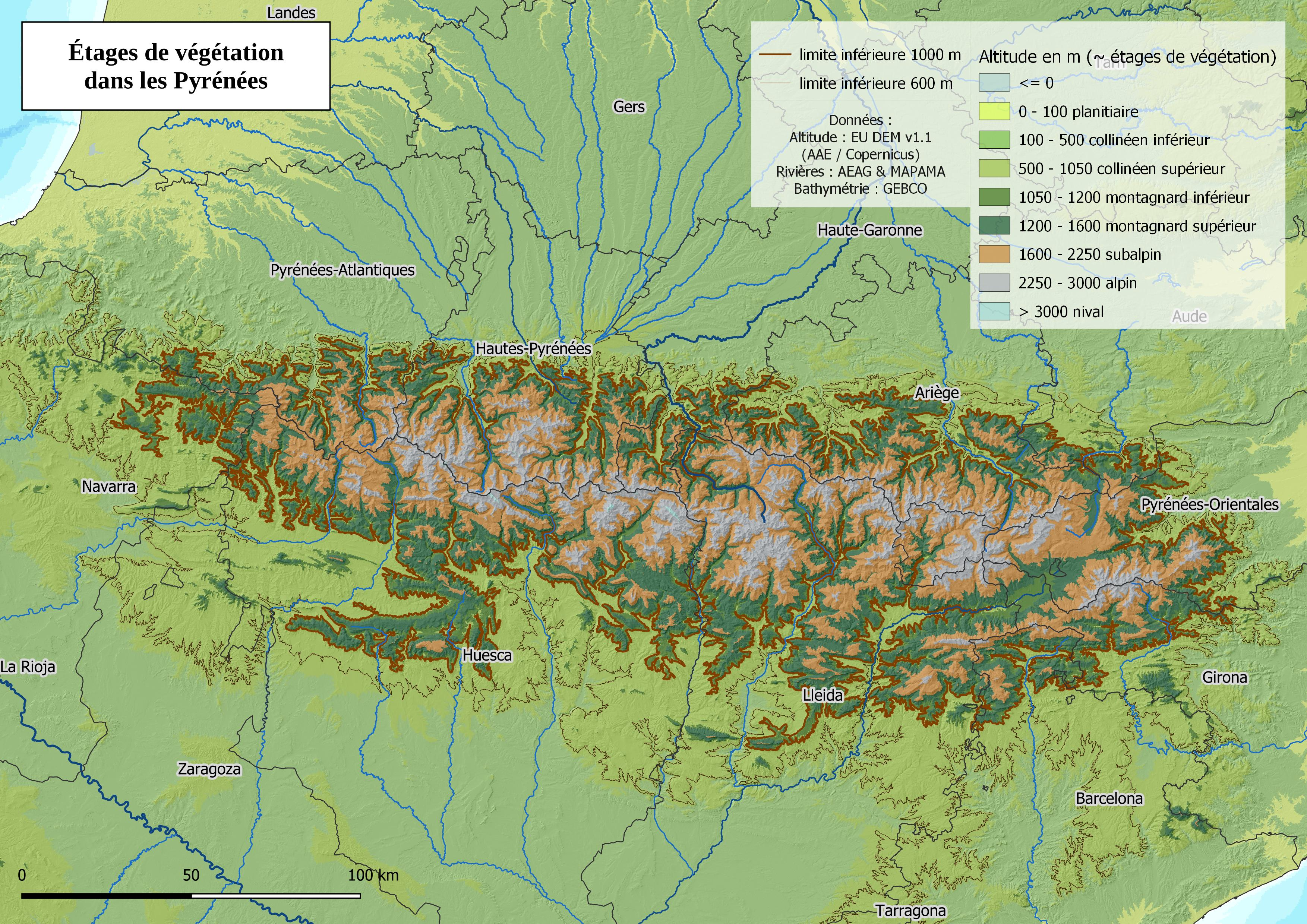
Les étages de végétation dans les Pyrénées (selon Grüber 1979)

Du fait du froid qui raccourcit la saison de végétation les feuillus ou arbres à feuilles caduques se retrouvent moins à cette altitude.
En Europe, on trouve majoritairement des conifères. Le sapin et le hêtre de l'étage montagnard disparaissent et laissent place à des essences telles que l'épicéa, le pin à crochets, le pin sylvestre et le pin cembro en forêts (les différences entre espèces dépendent du climat). Le mélèze, le sorbier ou le bouleau sont retrouvés dans les zones plus ouvertes. Il y a une flore distincte à l'étage subalpin selon le massif dans lequel on se place (Alpes internes/ Alpes externes). Au-delà de la forêt, on trouve une strate arbustive comprenant notamment des rhododendrons et des genévriers.
Dans l'hémisphère Sud, en Amérique latine, l'étage subalpin est dominé par des forêts de nothofagus à feuilles persistantes ou d'araucariacées selon la latitude (qui influe sur la température et l'aridité) du lieu.

## Faune
Chamois, faucon pèlerin, mouflon, loup, hermine

## Habitat
C'est à ce niveau que l'on rencontre des habitations particulièrement bien adaptées : les chalets de montagne.

Représentation schématique des différents étages de végétation dans les Alpes.
Principaux étages de végétation dans les Pyrénées : mousses et lichens à l'étage nival, prairies à l'étage alpin, pins à crochets à l'étage subalpin, sapins et hêtres à l'étage montagnard puis chênes et châtaigniers à l'étage collinéen.
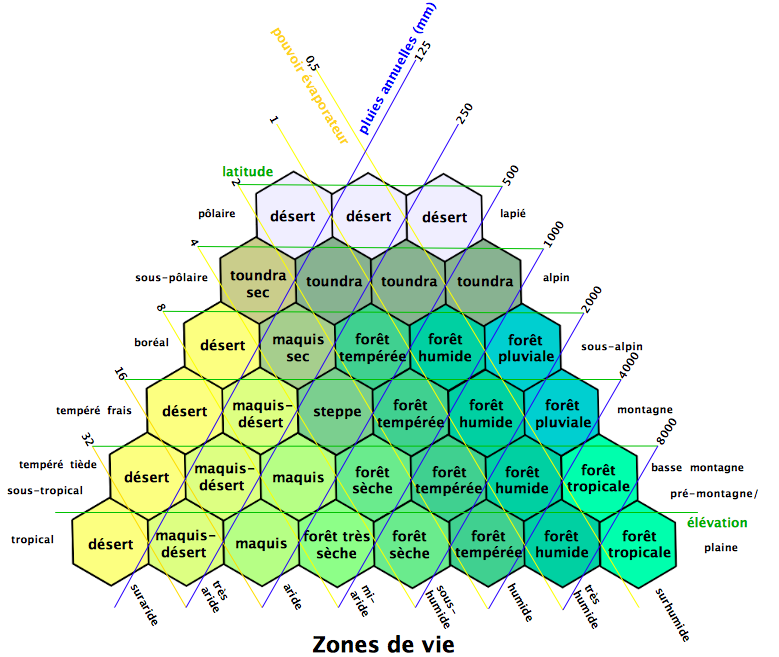
Influence combinée des facteurs géographiques climatiques sur les écosystèmes (en réalité les écosystèmes influent aussi rétroactivement sur le climat et produisent du relief, sur le très long terme).